# Mamina Koné
Mamina Koné (sinh ngày 27 tháng 12 năm 1988) là một vận động viên taekwondo người Bờ Biển Ngà.
Cô đại diện cho Bờ Biển Ngà tại Thế vận hội Mùa hè 2016 ở Rio de Janeiro, ở nữ +67 kg. Cô đã bị loại bởi vận động viên người Pháp Gwladys Épangue trong trận thua 3: 1. Cô là thành viên của đội Bờ Biển Ngà bao gồm Cheick Sallah Cissé và Ruth Gbagbi, cả hai đều giành được huy chương.